# Internet Low Bitrate Codec
Internet Low Bit Rate Codec (iLBC) es un formato de codificación de audio de voz de banda estrecha libre de regalías y una implementación de referencia (códec) de código abierto, desarrollado por Global IP Sound, empresa adquirida por Google en 2011. 
Es adecuado para aplicaciones VoIP, transmisión de audio, archivo y mensajería.
iLBC se define para dos velocidades de transmisión diferentes, con un paquete de datos codificado después de cada 30 ms o después de cada 20 ms de voz. 
La ventaja de codificar cada 30 ms es que la velocidad de datos codificada es menor: 13,33 kbit/s frente a 15,20 kbit/s para tramas de 20 ms. 
Sin embargo, la codificación cada 30 ms provoca un 50% más de retraso en la voz recibida, lo que puede provocar una latencia no deseada.
Es uno de los códecs utilizados por Gizmo5, WebRTC, Ekiga, Google Talk, Maemo Recorder (en el Nokia N800/N810), Polycom IP Phone, Cisco, QuteCom, Tuenti, Yahoo! Messenger, Ooma y muchos otros.
iLBC fue presentado al IETF en 2002 y la especificación final se publicó en diciembre de 2004.
| Parámetros y características |
| --- |
| Frecuencia de muestreo 8 kHz/16 bits (160 muestras para tramas de 20 ms, 240 muestras para tramas de 30 ms) |
| Respuesta controlada a la pérdida de paquetes, el retardo y la fluctuación |
| Velocidad de bits fija (15,2 kbit/s para tramas de 20 ms, 13,33 kbit/s para tramas de 30 ms) |
| Tamaño de trama fijo (304 bits por bloque para tramas de 20 ms, 400 bits por bloque para tramas de 30 ms) |
| Robustez similar a la modulación de código de pulsos (PCM) con ocultación de pérdida de paquetes, como la ITU-T G.711 |
| Carga de CPU similar a la G.729A, con mayor calidad básica y mejor respuesta a la pérdida de paquetes |
| Libre de derechos de autor |
| Desde 2011 está disponible bajo una licencia de código abierto (licencia BSD de 3 cláusulas) como parte del proyecto WebRTC de código abierto. (Anteriormente, el uso comercial del código fuente suministrado por GIPS requería una licencia) |
| Las pruebas PSQM en condiciones ideales arrojan puntuaciones medias de opinión de 4,14 para iLBC (15,2 kbit/s), en comparación con 4,3 para G.711 (ley μ)                                                                                      |